# Kenan Crnkić
Kenan Crnkić (Zenica, 7. avgust 1977) bosanskohercegovački je ekonom i profesor, doktor ekonomskih nauka i predavač na Ekonomskom fakultetu Univerziteta u Sarajevu.

## Privatni život i obrazovanje
Rođen je i odrastao u Zenici, školovanje je nastavio na Univerzitetu Karl Franc u Gracu (Austrija), a diplomirao i magistrirao na Ekonomskom fakultetu Univerziteta u Sarajevu. Istovremeno je stekao i AACSB akreditovanu titulu MBA na Univerzitetu u Delaveru (Sjedinjene Američke Države). Doktorsku disertaciju iz oblasti menadžmenta i organizacije odbranio je na Ekonomskom fakultetu Univerziteta u Mostaru. Pored formalnog obrazovanja, u smislu kontinuirane edukacije prisustvovao je i velikom broju programa, treninga i seminara, a specijalističke studije uspešno je okončao na prestižnoj Poslovnoj školi Harvard.
Tečno govori nekoliko stranih jezika.
Trenutno živi i radi u Sarajevu; oženjen je i otac jednog djeteta.

## Poslovna karijera
Karijeru je počeo graditi sa pozicije službenika u jednoj od tada vodećih finansijskih institucija, te je, u skladu sa svojim postignutim rezultatima, napredovao vršeći veliki broj važnih i odgovornih funkcija. Sa nepunih 26 godina dolazi na poziciju generalnog direktora „Prizme”, u to vrijeme relativno male i neafirmisane mikrokreditne organizacije i za kratko vreme uspeva od ove institucije napraviti lidera na polju mikrofinansija koji je pod njegovim vođstvom, između ostalog, proglašen najboljom kompanijom u Evropi i jednom od 50 najboljih u svetu. Nakon sedam godina, odstupio je sa pozicije generalnog direktora i posvetio se svojoj novoj misiji, koja je povezana sa snažnijom afirmacijom pozitivnih fenomena uspešnosti.
Iako mlad, po svojoj stručnosti postao je prepoznatljiv i visoko cenjen kako u domaćim tako i međunarodnim krugovima, pa tako je vršio i vrši značajan broj funkcija u upravnim, savetodavnim i stručnim odborima, a trenutno je i potpredsednik Evropskog komiteta za mali biznis i preduzetništvo.

## Karijera autora i govornika
Autor je velikog broja stručnih i naučnih radova, koja je u saradnji sa Univerzitetom u Madridu objavljena na engleskom i španskom jeziku.
U široj javnosti najprepoznatljiviji je kao autor bestseler knjige 7 tajni uspeha. Ova knjiga, kao praktičan vodič za uspeh, promoviše njegove pozitivne fenomene i u roku od samo 10 dana od izdavanja ostvarila je rekordnu prodaju u zemlji, te stekla status bestselera.
Čest je i izuzetno cenjen govornik na velikom broju stručnih konferencija, simpozijuma i predavanja o preduzetništvu, motivaciji i uspehu, kako u Bosni i Hercegovini tako i širom sveta.

## Nagrade i priznanja
Za ostvarene rezultate i dostignuća dobio je brojne prestižne nagrade i priznanja, kako u Bosni i Hercegovini tako i u inostranstvu, među kojima se posebno ističu:
- Nagrada za privrednu ličnost 2006. godine (Banja Luka, 2007) — priznanje za poslovne rezultate u mikrokreditnom sektoru[7]
- Menadžer godine
- Najmenadžer decenije (Sarajevo, 2010)[8]
- Specijalna nagrada za poseban doprinos u nauci (Sokratov komitet; Oksford 2012)

## Spoljašnje veze
- Zvanični veb-sajt (jezik: engleski)
- Kenan Crnkić na sajtu
- Kenan Crnkić na sajtu
- Kenan Crnkić na sajtu
- Kenan Crnkić na sajtu